# Чемпіонат УСРР з легкої атлетики 1928
Чемпіонат УСРР з легкої атлетики 1928 року відбувся 9-15 липня в Києві на щойно спорудженому спортивному майданчику залізничників на Солом'янці.
1928 р. увійшов до історії радянського спорту як рік Всесоюзної спартакіади. Для визначення складу збірної команди України було влаштовано особисту першість республіки з легкої атлетики. Програма була досить широка — 27 видів для чоловіків і 16 для жінок. Бажання кожного учасника ввійти до складу збірної України зробило спортивну боротьбу цікавою й напруженою. І хоча місця змагань були обладнані не досить добре, це не завадило спортсменам показати високі результати. В ході змагань було поліпшено 13 республіканських рекордів, 2 з яких перевищували всесоюзні. Першими серед легкоатлетів України рекорди Радянського Союзу встановили Марко Підгаєцький у бігу на 400 метрів (50,8) та Анфіса Спиридонова у бігу на 500 метрів (1.25,4).
Вага снаряду в жіночому метанні диска відрізнялась від загальноприйнятої на сьогодні — 1,5 кг проти сучасного 1 кг.

## Медалісти

### Чоловіки
| Дисципліни         | Золото                      | Золото       | Срібло | Срібло | Бронза | Бронза |
| ------------------ | --------------------------- | ------------ | ------ | ------ | ------ | ------ |
| 100 метрів         | Марко Підгаєцький Харків    | 11,1         |        |        |        |        |
| 200 метрів         | Марко Підгаєцький Харків    | 22,8         |        |        |        |        |
| 400 метрів         | Марко Підгаєцький Харків    | 50,8 NR      |        |        |        |        |
| 800 метрів         | Володимир Кожушко Київ      | 2.03,8 NR    |        |        |        |        |
| 1500 метрів        | Володимир Кожушко Київ      | 4.32,5       |        |        |        |        |
| 5000 метрів        | Вадим Снітенчук Житомир     | 17.35,4      |        |        |        |        |
| 10000 метрів       |                             |              |        |        |        |        |
| Стрибки у висоту   | Олександр Безруков Київ     | 1,68 м       |        |        |        |        |
| Стрибки з жердиною | Негін Київ                  | 3,05 м       |        |        |        |        |
| Стрибки у довжину  | Олександр Яковлєв Харків    | 6,59 м NR    |        |        |        |        |
| Потрійний стрибок  | Федір Шалько Харків         | 12,28 м      |        |        |        |        |
| Штовхання ядра     | Микола Подкович Київ        | 13,345 м     |        |        |        |        |
| Метання диска      | Микола Виставкін Кривий Ріг | 37,05 м      |        |        |        |        |
| Метання молота     | Микола Подкович Київ        | 29,435 м     |        |        |        |        |
| Метання списа      | Митрофанов Запоріжжя        | 45,90 м      |        |        |        |        |
| Десятиборство      | Вадим Снітенчук Житомир     | 3975 очок NR |        |        |        |        |

### Жінки
| Дисципліни        | Золото                     | Золото     | Срібло | Срібло | Бронза | Бронза |
| ----------------- | -------------------------- | ---------- | ------ | ------ | ------ | ------ |
| 100 метрів        | Лідія Зубенко Харків       | 13,4 NR    |        |        |        |        |
| 500 метрів        | Анфіса Спиридонова Харків  | 1.25,4 NR  |        |        |        |        |
| 800 метрів        | Марія Литвин Київ          | 2.37,1 NR  |        |        |        |        |
| Стрибки у висоту  | Олександра Андрєєва Харків | 1,40 м NR  |        |        |        |        |
| Стрибки у довжину | Лідія Зубенко Харків       | 4,765 м    |        |        |        |        |
| Штовхання ядра    | Моднікова Луганськ         | 8,25 м     |        |        |        |        |
| Метання диска     | Ірина Бугримова Харків     | 23,74 м    |        |        |        |        |
| Метання списа     | Тетяна Васіна Харків       | 27,32 м NR |        |        |        |        |